# 元老院 (ルーマニア)
元老院（げんろういん、ルーマニア語: Senatul）は、両院制であるルーマニアの議会を構成する上院。任期は4年で、136人の議員が直接選挙で選出されている。2008年と2012年の選挙では小選挙区比例代表併用制が採用されたが、2016年の選挙から従来の拘束名簿式比例代表制に戻された。

## 概要
1989年のルーマニア革命後、元老院は革命広場にある「元老院宮殿」に置かれていた。U字状のこの建物は1938年から1941年にかけて建設されたものである。完成後は閣僚評議会がこの建物で開かれ、1958年から1989年まではルーマニア共産党の本部となっていた。革命が起こると、大統領ニコラエ・チャウシェスクと妻エレナ・チャウシェスクがこの建物の屋上からヘリコプターで脱出した。2005年、元老院は議事堂宮殿に移り、下院である代議院と同じ建物に入った。元老院が退去した後には内務省が入居している。

## 院内勢力
| 政党名 | 政党名                                           | 議席数 |
| ------ | ------------------------------------------------ | ------ |
|        | 社会民主党 PSD                                   | 46     |
|        | 国民自由党 PNL                                   | 41     |
|        | ルーマニア救出同盟・自由統一連帯党 USR PLUS      | 25     |
|        | ルーマニア統一同盟 AUR                           | 13     |
|        | ハンガリー人民主同盟 UDMR; RMDSZ（ハンガリー語） | 9      |
|        | 人道主義者の力党 PPU-SL                          | 1      |
|        | 無所属                                           | 1      |